# A Salamon-szigetek himnusza
A God Save Our Solomon Islands (magyarul: Isten óvja a Salamon-szigeteket)  a Salamon-szigetek nemzeti himnusza. 1978, tehát a függetlenség kikiáltása óta az állam hivatalos himnusza. Különlegesség, hogy a dal szövegét és zenéjét egy salamon-szigeteki házaspár, Panapasa és Matila Balekana készítették.

## Szöveg
| Angol | Magyar |
| --- | --- |
| God Save our Solomon Islands from shore to shore Blessed all our people and all our lands With your protecting hands Joy, Peace, Progress and Prosperity That men shall brothers be, make nations see our Solomon Islands, our Solomon Islands Our nation Solomon Islands Stands forever more. | Isten óvja a Salamon-szigeteket, partjától partjáig Áldd meg népünk és földünk egészét A Te védő kezeiddel. Béke, haladás, jólét és boldogság Hogy fiaink testvérek legyenek és nemzetek láthassákː A mi Salamon-szigeteink, a mi Salamon-szigeteink A mi nemzetünk, Salamon-szigeteink Megmaradnak az örökkévalóig. |